# Neocuproin
Neocuproin ist ein methyliertes Derivat von Phenanthrolin. Es ist ein Chelatkomplexbildner, der speziell Kupfer(I)-ionen komplexieren kann.
Neocuproin dient zur Maskierung von Kupfer bei der titrimetrischen Bestimmung von Eisen im Blutserum mit Ferrozin als Komplexbildner für Fe2+. Da diese Reaktion im Mikrobereich abläuft, würden Spurenelemente wie Kupfer (das auch im Blutserum enthalten ist) das Messergebnis verfälschen.